# Kavyl písečný
Kavyl písečný (Stipa borysthenica) je vytrvalá rostlina z rodu kavyl z čeledi lipnicovitých (Poaceae). Roste v Europě a Asii. Hojně se vyskytuje ve stepích Kazachstánu a jižního Ruska. V Evropě je považován za postglaciální relikt a je chráněným druhem.
V Česku patří mezi kriticky ohrožené druhy (C1), roste pouze na Moravě, v Čechách chybí.

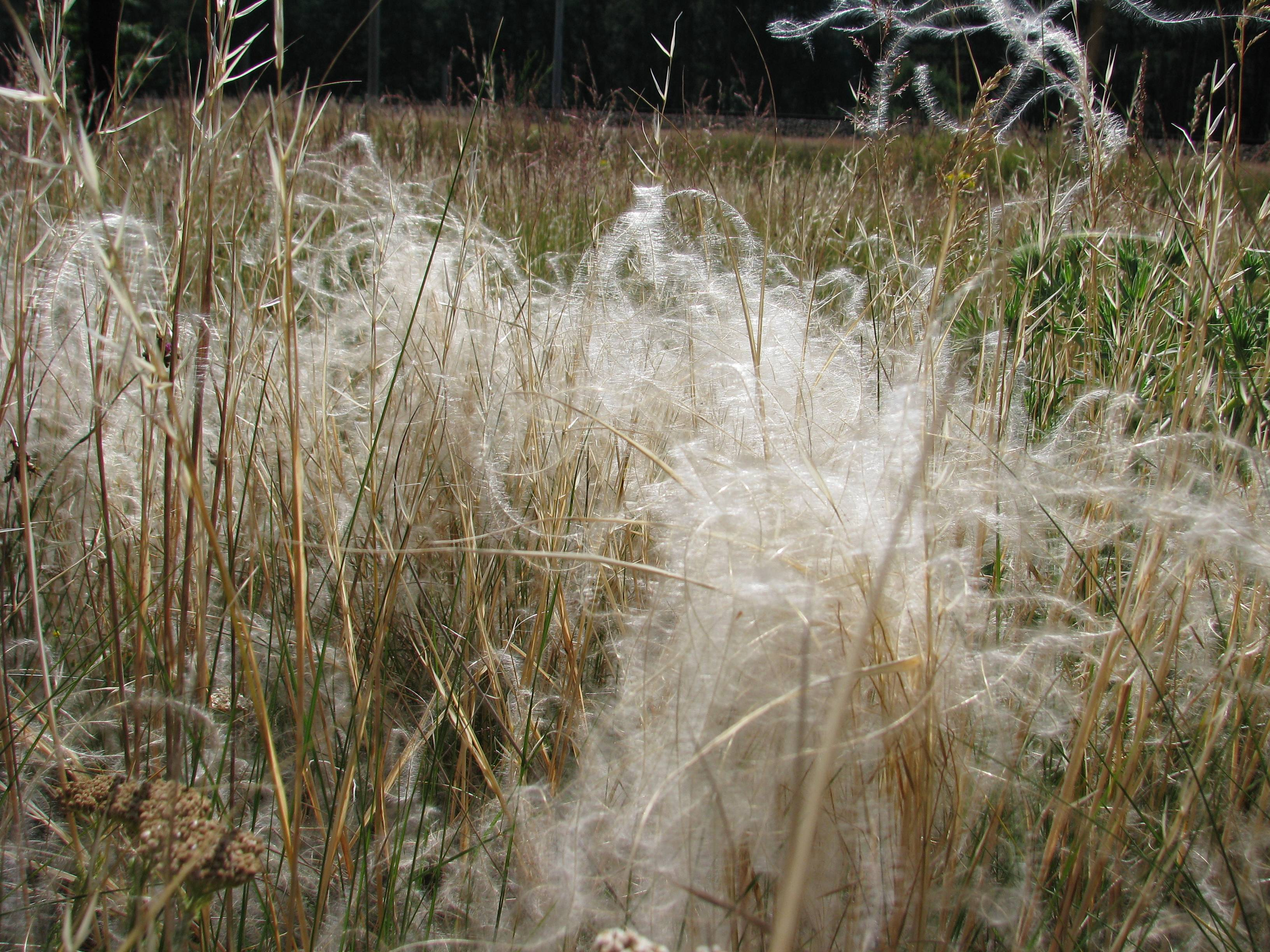
Zralá semena kavylu písečného